# Bagnaria
Bagnaria es un municipio italiano situado en la provincia de Pavia, en Lombardía. Tiene una población estimada, a fines de marzo de 2024, de 624 habitantes.

## Evolución demográfica
| Gráfica de evolución demográfica de Bagnaria entre 1861 y 2024 |
|                                                                |
| Fuente: ISTAT - Elaboración gráfica de Wikipedia               |